# Retrato de una mujer joven (Degas)
Retrato de una mujer joven (Retrato de jeune femme, en francés) es una pintura del pintor francés Edgar Degas, creada en 1867 y conservada en el Museo de Orsay de París.

## Descripción
Si bien presenta problemas de datación -indicada entre 1862 y 1870- la obra puede aproximarse cronológicamente a 1867; expuesta en la tercera exposición impresionista, en 1877, la obra alcanzó su ubicación actual en 1986, cuando fue trasladada del Louvre al Museo de Orsay, encontrando así su ubicación definitiva. Desde el primer momento fue objeto de los entusiastas elogios de Georges Rivière, prodigados en aplausos hacia el encanto sobrenatural, casi metafísico, que emanaba del pequeño cuadro: «Este retrato es una maravilla de diseño, es tan hermoso como el más hermoso de los Clouet, el mayor de los primitivos".
La obra muestra a Laure Degas, la tía del pintor, casada con el barón napolitano Gennaro Bellelli y ya objeto de representación pictórica en otro cuadro de Degas, La familia Bellelli. En esta obra de pequeño formato, Laure presenta una mirada perdida en el espacio, como si persiguiera el hilo invisible de sus pensamientos. Este lienzo es particularmente revelador, ya que es un admirable punto de unión entre lo antiguo y lo moderno, la tradición y la innovación. Al recibir las sugerencias de la pintura sacra, en efecto, Degas opta por trasponer la solemnidad hierática de esas obras en una pintura de carácter intimista, que también responde a las exigencias del realismo y de la pintura contemporánea. El Retrato de mujer joven, ahora catalogado con el número de inventario RF 2430, lleva la firma del pintor en el ángulo superior derecho: «Degas».